# Passo della Lora
Il passo della Lora o passo delle Tre croci (1716 m) è un valico alpino delle Piccole Dolomiti, transitabile unicamente a piedi, nel punto in cui confluiscono i confini delle province di Vicenza, di Trento e di Verona, da cui la denominazione "Tre Croci". È tuttavia noto in zona con il nome di passo della Lora, usato anche per non confonderlo con l'omonimo passo presso Cortina d'Ampezzo.
Antichissima via di comunicazione fra l'alta valle dell'Agno, l'alta Valle del Chiampo e le vallate veronesi dei Lessini, è oggi nodo cruciale per le escursioni turistiche e alpinistiche nelle Piccole Dolomiti, segnando il confine ideale fra la catena delle Tre Croci e il gruppo della Carega. Molto frequentato anche dalle famiglie, data la facilità della salita dal vicino rifugio Cesare Battisti presso la località Gazza, raggiungibile in auto da Recoaro Terme.